# 1561
1561 (MDLXI) je bilo navadno leto, ki se je po julijanskem koledarju začelo na sredo.

## Dogodki
- Madrid postane prestolnica Španije.
- Poljska zasede Latvijo
- Švedska zasede Estonijo

## Rojstva
- 22. januar - sir Francis Bacon, angleški filozof, pisatelj, politik († 1626)
- februar - Henry Briggs, angleški matematik († 1630)
- 25. avgust - Philippe van Lansberge, nizozemski astronom, duhovnik († 1632)

Neznan datum
- Fudživara Seika, japonski konfucijanski filozof († 1619)
- Jan Karol Chodkiewicz, poljsko-litovski vojskovodja († 1621)

## Smrti
- 16. april - Ahmed Taşköprüzade, osmanski zgodovinar (* 1494)
- 10. julij - Rustem paša, osmanski politik, veliki vezir (* okoli 1500)